# Izvidništvo
Izvidništvo je vojaški termin za zbiranje informacij o nasprotniku (o njegovi moči, oborožitvi, položaju, aktivnostih,...) s pomočjo opazovanja, kar pripomore k načrtovanju lastnih vojaških operacij.
Izvidovanje lahko izvajajo pripadniki specialno izvidništvo, vojaških enot za frontnimi linijami, danes pa je zelo pogosta tudi uporaba tehničnih sredstev, kot so letala in sateliti.
Bistvo izvidniških nalog je, da izvidniki ves čas naloge ostanejo neodkriti. V nasprotnem primeru dobi nasprotnik jasen znak, da je opazovan, kar v nekaterih primerih lahko povzroči neuspeh kasnejše akcije.

## Vrste
- daljinsko izvidništvo
- mehko izvidništvo
- trdo izvidništvo
- zračno izvidništvo